# Kosta Barbarouses
Kosta Barbarouses (Wellington, 19 de febrer de 1990) és un futbolista neozelandès que actualment juga pel Panathinaikos de la Superlliga Grega.

## Trajectòria per club
Barbarouses començà la seva trajectòria futbolística amb diversos equips semiprofessionals locals de Wellington, en particular amb el Miramar Rangers i el Wellington Olympic.
El 2005 va començar a jugar amb el Team Wellington del Campionat de Futbol de Nova Zelanda. Amb aquest club Barbarouses disputà 14 partits i marcà 3 gols. Va debutar pel club en un partit que acabà 0–0 contra el Hawke's Bay United el 21 d'octubre de 2006.
El 2007 va ser transferit al Wellington Phoenix de l'A-League. Amb aquest club jugà fins al 2010, però fou cedit al Macarthur Rams de la lliga estatal de Nova Gal·les del Sud el 2008. Barbarouses pel Macarthur Rams marcà 1 gol i disputà 8 partits. Al retornar cap al Wellington Phoenix, Barbarouses jugà un parell de temporades més i acabaria jugant 18 partits pel club, en els quals marcà 2 gols.
El febrer de 2010 Barbarouses va declinar un contracte de dues temporades més amb el Wellington Phoenix i fou fitxat pel Brisbane Roar. Barbarouses hi jugà fins a finals de la temporada 2010-2011 i en total acabà apareixent en 33 partits, en els quals marcà 12 gols.
Per 600.000$ Barbarouses va ser fitxat per l'Alania Vladikavkaz rus el 18 de juliol de 2011. Aquest contracte seria un contracte per tres anys. Va debutar el 9 d'agost de 2011 en un partit contra el Torpedo Vladimir. En aquest partit Barbarouses marcà l'únic gol del partit, així sentenciant un 1–0 per l'Alania Vladikavkaz.
El 27 de juny de 2012 el neozelandès va ser cedit al Panathinaikos de la Superlliga Grega. Barbarouses fou contractat per un any.

## Trajectòria internacional
El 2007 Barbarouses va capitanejar la selecció neozelandesa sub-17 en la Copa del Món de Futbol Sub-17 de 2007. En la fase classificatòria marcà cinc gols, incloent un hat trick.
Amb la selecció sub-20 en el Campionat Sub-20 de l'OFC de 2008 Barbarouses fou una part integral de l'equip, marcant dos gols en els tres partits de la fase de grups. Al final però, la selecció que guanyà el torneig fou Tahití.
En el Torneig Preolímpic de l'OFC de 2008 Barbarouses marcà quatre gols en cinc partits. Nova Zelanda acabà guanyant el torneig, però Barbarouses no fou seleccionat per a participar en el torneig futbolístic dels Jocs Olímpics de 2008 a Pequín.
Barbarouses va debutar amb la selecció oficial el 19 de novembre de 2008 en un partit contra Fiji com a part del torneig classificatori per a la Copa del Món de la FIFA de 2010. Tot i fer multitud d'entrenaments amb la selecció neozelandesa Barbarouses no fou anomenat com a part de la plantilla que aniria a disputar la Copa del Món de la FIFA de 2010 a Sud-àfrica.
El 23 de maig de 2012 va marcar el seu primer gol amb els denominats «All Whites», la selecció neozelandesa. Barbarouses marcà en un partit contra El Salvador a l'Estadi BBVA Compass de Houston (Estats Units). El gol fou en el 64è minut i igualà el partit 2–2, resultat que acabà essent el resultat final.

## Palmarès
- A-League (1): 2010-11.
- Torneig Preolímpic de l'OFC (1): 2008.